# 古根海姆獎
古根海姆奖（英語：Guggenheim Fellowship）自1925年以来每年由约翰·西蒙·古根海姆纪念基金会颁发，授予那些“表现出卓越的生产性学术能力或杰出的艺术创造力”的人。